# Lucía Etxebarria
Lucía Etxebarria de Asteinza født i 1966 i Valencia) er en spansk forfatter.
Hun har studeret engelsk filologi og journalistik i Madrid.

## Prisen
- 1998 Premio Nadal, Beatriz y los cuerpos celestes.
- 2001 Premio Primavera, De todo lo visible y lo invisible
- 2004 Premio Planeta, Un milagro en equilibrio

## Værker
- La historia de Kurt y Courtney: aguanta esto (1996)
- Amor, curiosidad, prozac y dudas (1997), roman (Kärlek, nyfikenhet, Prozac och tvivel)
- Beatriz y los cuerpos celestes (1998), roman (Beatriz och himlakropparna)
- Nosotras que no somos como las demás (1999)
- La Eva futura. La letra futura (2000)
- De todo lo visible y lo invisible (2001)
- Estación de infierno (2001)
- En brazos de la mujer fetiche (2002)
- Una historia de amor como otra cualquiera (2003)
- Un milagro en equilibrio (2004)
- Actos de amor y placer (2004)
- Courtney y yo (2004)
- Ya no sufro por amor (2005)
- Cosmofobia (2007)
- El club de las malas madres (2009)
- Lo verdadero es un momento de lo falso (2010)
- El contenido del silencio (2011)
- Dios no tiene tiempo libre (2013)
- Cuentos clásicos para chicas modernas (2013)